# Deformationsgeschoss

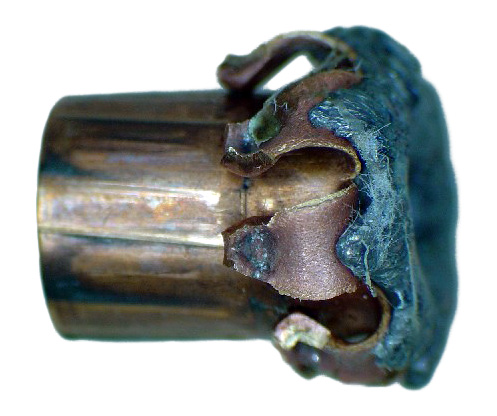
Aufgepilztes Geschoss

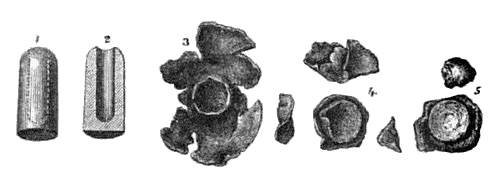
Hohlspitzgeschosse aus Blei um 1870

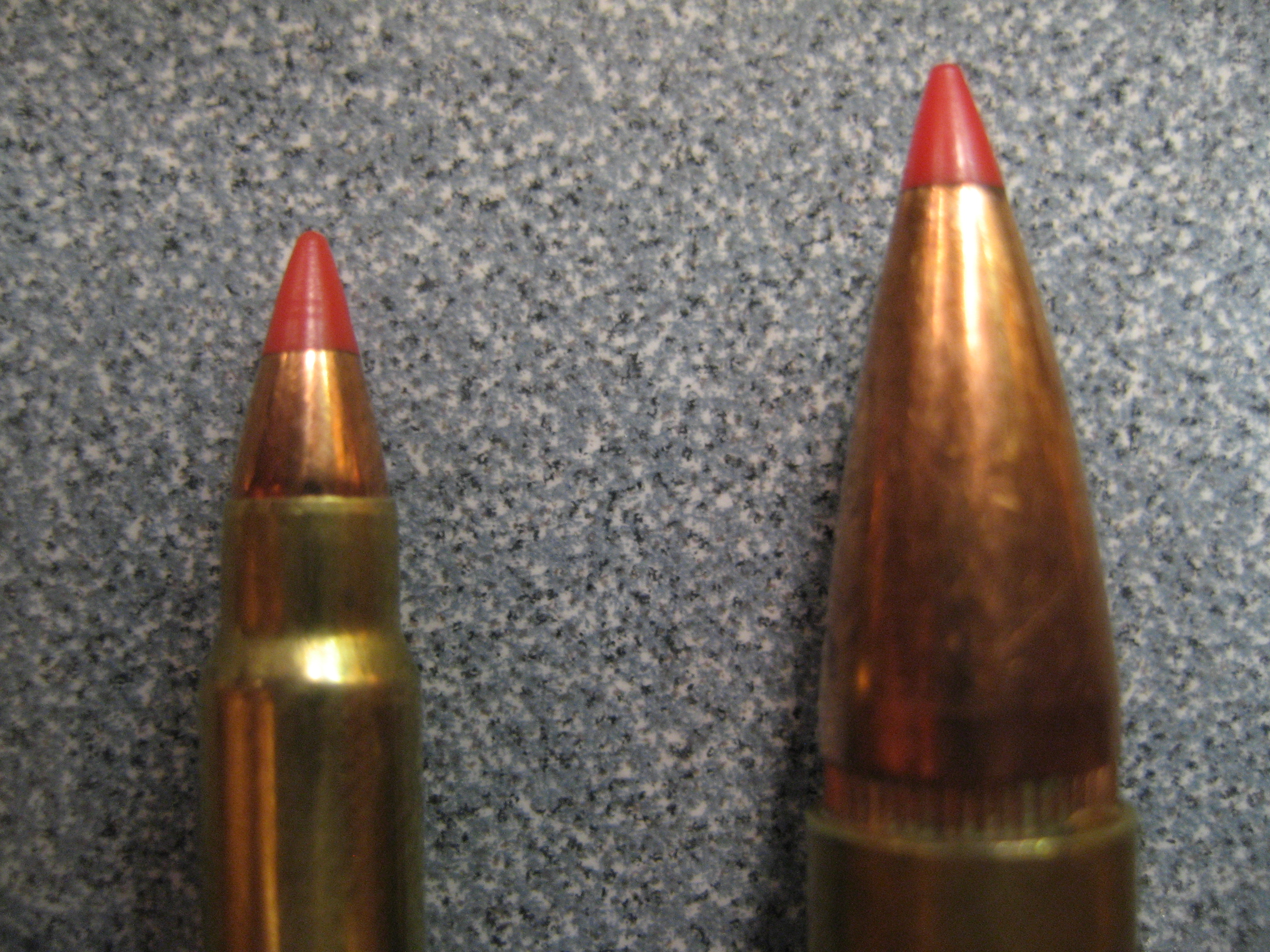
Deformationsgeschosse mit Kunststoffspitze

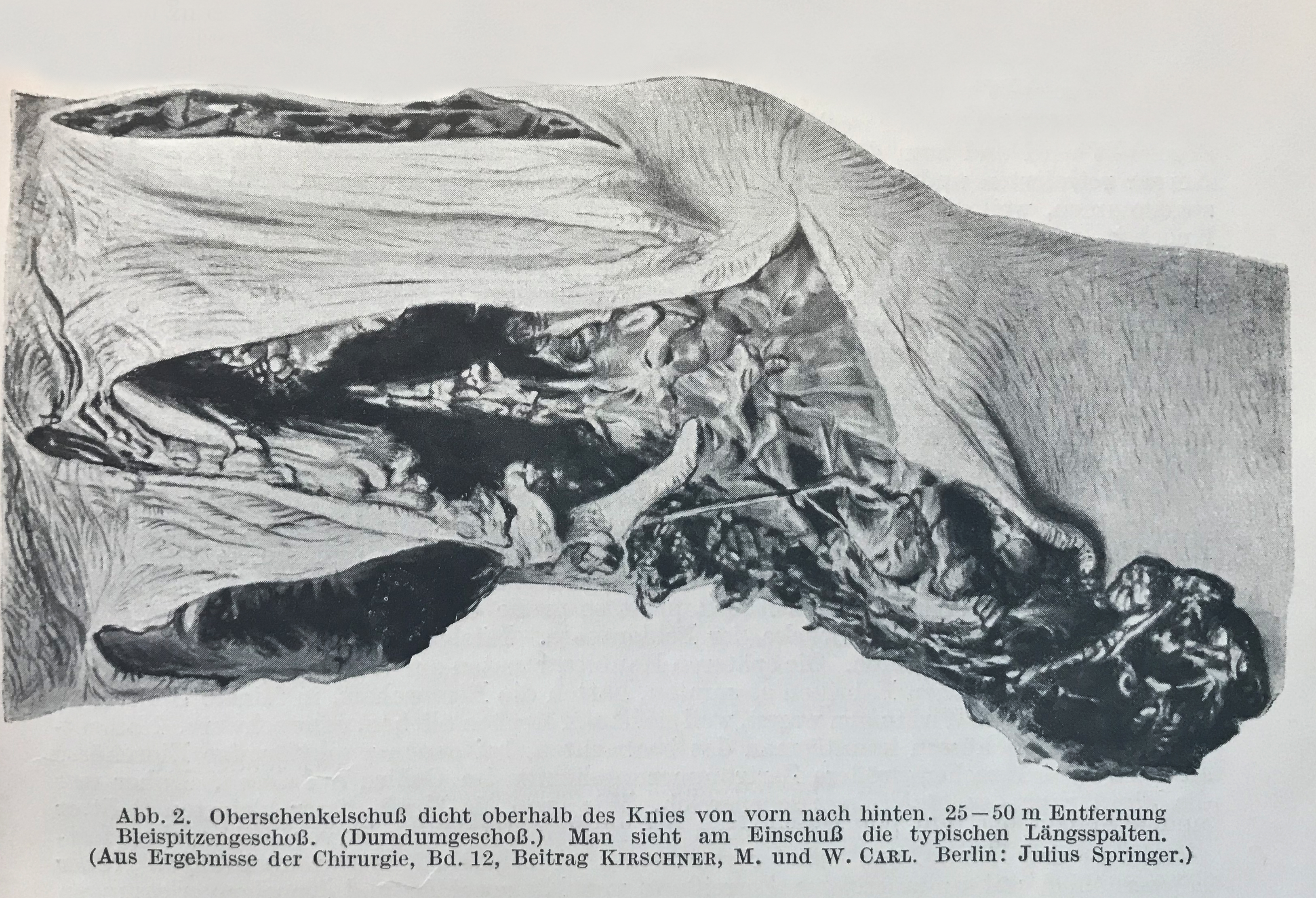
Verwundung im Oberschenkel-/Kniebereich durch Dum-Dum-Geschoss

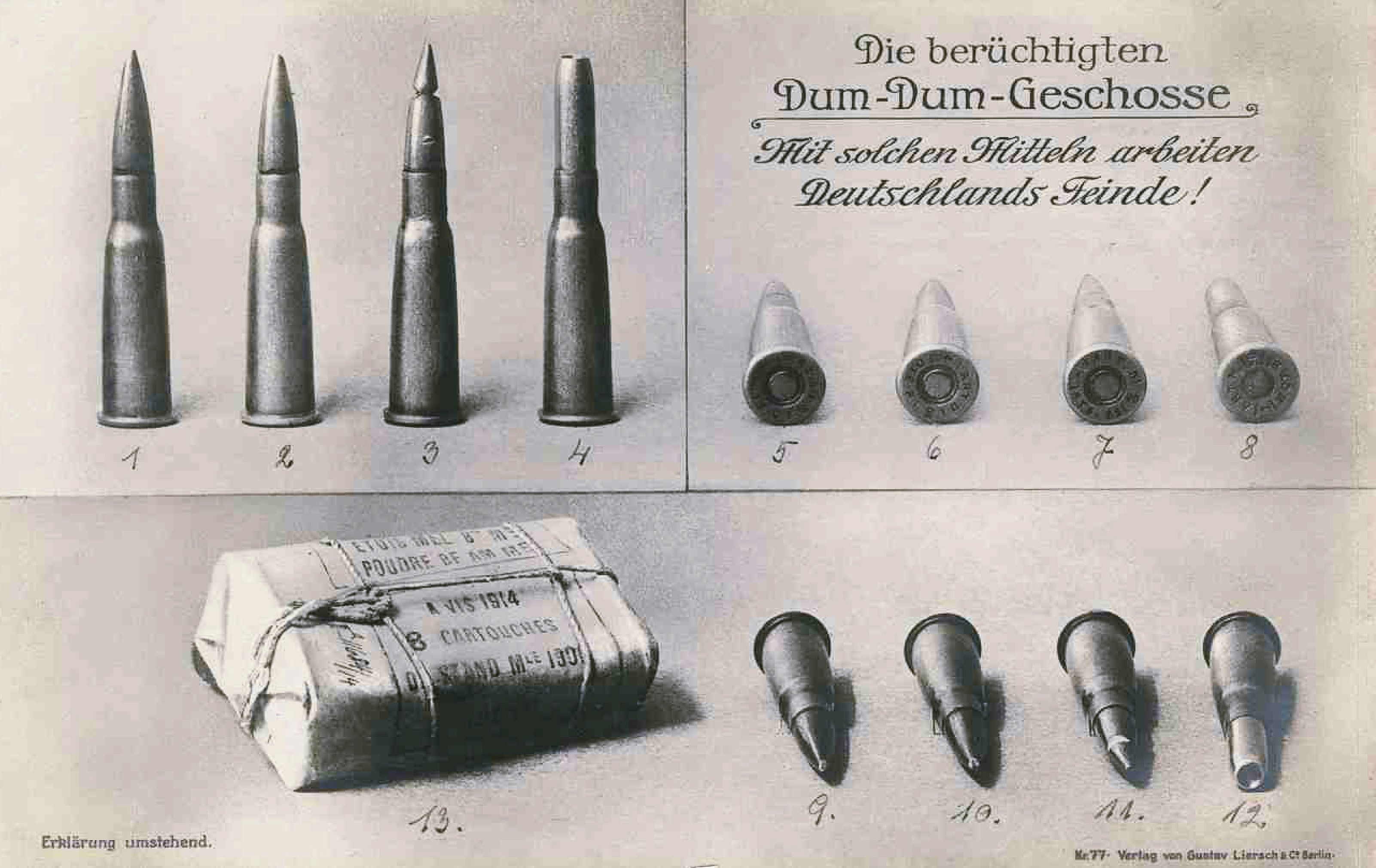
Angebliche französische Dum-Dum-Geschosse auf einer deutschen Kriegspropaganda-Postkarte, um 1916

Ein Deformationsgeschoss ist ein aus Handfeuerwaffen verschossenes Projektil, welches so konstruiert ist, dass es sich beim Eindringen in den Körper aufpilzt und so die Energie dort abgibt. Traditionell handelt es sich dabei um Teilmantelgeschosse oder Hohlspitzgeschosse, aber es gibt auch moderne Formen. Bei vielen Deformationsgeschossen zersplittert ein Teil des Geschosses. Wenn mehr als die Hälfte des Geschosses zersplittert, spricht man von einem Zerlegungsgeschoss.

## Einsatz bei der Jagd
Ab etwa Mitte des 19. Jahrhunderts wurden Hohlspitzgeschosse aus Blei, damals Express-Geschosse genannt, bei der Jagd auf Großwild verwendet. Bei der Jagd werden größtenteils Teilmantelgeschosse oder Hohlspitzgeschosse verwendet, da diese bei waidgerechtem Schuss durch die effektive Energieabgabe im Wildkörper zuverlässiger zum schnelleren Tod des beschossenen Wildes führen als Vollmantelgeschosse. Moderne Jagdgeschosse haben manchmal eine Spitze aus Kunststoff. Diese begünstigt die Aerodynamik und leitet die Verformung des Geschosses ein. Um eine Zersplitterung möglichst zu minimieren, ist bei manchen Geschossen der Bleikern mit dem Mantel chemisch verbunden (Bonding). Der Mantel der Jagdgeschosse kann Schlitzungen haben, die wie Sollbruchstellen wirken, damit sich das Geschoss kontrolliert verformt.

## Militärische Verwendung (Dum-Dum-Geschoss)
Die British Army führte 1889 die Patrone .303 British mit einem Vollmantelgeschoss für das Lee-Metford-Gewehr ein. Als die britischen Truppen in Chitral kämpften, bemerkte sie eine mangelnde Mannstoppwirkung. Untersuchungen ergaben, dass die Geschosse die Körper der Gegner durchschlugen und dabei nicht wie die früher benutzten Vollbleigeschosse deformiert wurden. Somit gaben sie nur einen Teil der Energie im Körper ab. Der britische Offizier Neville Bertie-Clay, Leiter des Arsenals in Dum Dum (daher der umgangssprachlich oft benutzte Name Dum-Dum-Geschoss oder Dumdumgeschoss) im Norden von Kalkutta in Indien, wurde beauftragt, diesen Umstand zu ändern. Er entwickelte ein Teilmantelgeschoss, bei dem der Mantel an der Spitze fehlte und stattdessen aus Blei bestand („Soft Point Bullet“). Das Geschoss wurde 1896 getestet und dann als „Cartridge, S.A., Ball, .303-Inch Corodite Mark III.“ offiziell eingeführt. Probleme mit sich lösendem Geschossmantel beim Abschuss führten zu modifizierten Hohlspitzgeschossen Mark IV und V, doch diese Probleme konnten bis zur Ausmusterung dieser Patronen nicht vollständig behoben werden.
Während des Mahdi-Aufstands 1889 im Sudan benutzte die British Army Mark III, IV und V Geschosse sowie von britischen Soldaten behelfsmäßig abgefeilte Mark II. Das Abfeilen führte zur Freilegung des Bleikerns und somit zu einer ähnlichen Wirkung wie die industriell gefertigter Geschosse.
Allen diesen Geschossen gemein war eine Verformung bis hin zur Zerlegung des Geschosskörpers. Dieses führte zu sehr schweren Verletzungen, zudem machten die vielen Splitter des Bleikerns eine wirksame Wundversorgung sehr schwierig. Deshalb wurden diese Geschosse 1899 im Artikel 23 der Haager Landkriegsordnung geächtet. Sie fallen unter das Verbot von „Waffen, Geschossen oder Stoffen, die geeignet sind, unnötige Leiden zu verursachen“.
Im Ersten Weltkrieg beschuldigten sich die Kriegsparteien gegenseitig der Nutzung der geächteten Dum-Dum-Geschosse. Die Anschuldigungen wurden auch propagandistisch verwendet. Es gab jedoch keine systematische Verwendung der Dum-Dum-Geschosse im Ersten Weltkrieg. Vielmehr waren es einzelne Soldaten, welche die Standardmunition manipulierten, indem sie in der Regel einfach die Geschossspitze abfeilten.
Auch wenn die Ächtung von Deformationsgeschossen im militärischen Bereich international anerkannt ist, gibt es ähnliche Kritik an modernen Hochgeschwindigkeitsgeschossen (z. B. 5,56 × 45 mm NATO). Diese überschlagen sich im Körper des Zieles, was zu ähnlichen Verletzungen wie bei Deformationsgeschossen führen kann.

## Einsatz bei zivilen Behörden

A: RUAG Action Effect mit Polymerspitze.
B: SWISS P Luger SeCa mit verschiebbarem Hohlkörper

Spezielle Deformationsgeschosse werden von zivilen Behörden (Polizei, Justizvollzug,…) verwendet. Da sich die Haager Landkriegsverordnung nur auf das Militär beschränkt, ist dieses rechtlich möglich, auch wenn es immer wieder Diskussionen darüber gibt. In Deutschland wurde 1999 durch die Innenministerkonferenz der Länder die Entwicklung eines Deformationsgeschosses für den polizeilichen Einsatz beauftragt. Vorangegangen war eine seit den frühen 1970er-Jahren andauernde Kontroverse um Deformationsgeschosse, wobei auch auf die Landkriegsordnung verwiesen wurde, deren Geltung für Bundesgrenzschutz und Bereitschaftspolizei strittig war. Schwere Zwischenfälle als Folge des zielballistischen Verhaltens der 9-mm-Vollmantelgeschosse führten zu einer Neubewertung des zivilen Einsatzes von Deformationsgeschossen.
Die Anforderungen an diese Geschosse unterscheiden sich von denen des Militärs und der Jägerschaft. Bei Einsatz von Schusswaffen durch zivile Behörden ist es neben einer großen Mannstoppwirkung wichtig, dass Unbeteiligte nicht zu Schaden kommen. Mit Deformationsgeschossen sollen Durchschüsse weitestgehend vermieden werden, um so Unbeteiligte vor Querschlägern und Abprallern zu schützen. Gegenüber Jagdmunition soll es zu keiner Splitterbildung kommen, um unnötige Verletzungen zu vermeiden. Trotzdem soll das Geschoss eine ausreichende Wirkung bei Beschuss von Hartzielen (z. B. Autoreifen) haben.
Diese Deformationsgeschosse besitzen oft Sollbruchstellen oder Hohlräume, um trotz der harten Materialien ein Aufpilzen im Ziel zu erreichen, ohne dass das Geschoss zerlegt wird. Viele dieser Geschosstypen enthalten aus Gründen des Gesundheits- und Umweltschutzes kein Blei (bleifreie Munition). In Deutschland benutzen einige Bundesländer seitdem neben der herkömmlichen Munition eine Polizei-Einsatz-Patrone (PEP). In Deutschland sind mehrere Produkte zugelassen. Diese Geschosse sind auf größtmögliche Stoppwirkung ausgelegt. Nach dem Aufprall deformieren sie bis zu dem 1,3-fachen ihres ursprünglichen 9-mm-Kalibers.